# Dworzec Bałtycki (Tallinn)
Dworzec Bałtycki, Tallinn, Tallinn Bałtycki (est. Balti jaam, Tallinn, Tallinn-Balti) – stacja kolejowa w Tallinnie, w Estonii. Jest największą stacją kolejową w kraju.
Pierwszy budynek dworca zaprojektował architekt  Rudolf Otto von Knüpffer i powstał w 1870 r.  jako czołowa stacja początkowa Kolej Bałtyckiej, czyli linii kolejowej z Tallinna do Petersburga i do Paldiski. W latach 1965–1967 wybudowano nowe pawilony pasażerskie.
W roku 2017 wymiana pasażerska na stacji wyniosła ok. 2,6 mln osób. Głównym przewoźnikiem na stacji jest Elron.
Stacja posiada 9 peronów.

## Architektura

### Hala główna
Początkowo budynek stacji kolei bałtyckiej planowano dla Lillekülla, jednak na prośbę władz miasta Tallinn przeniesiono go na Schnella, bliżej centrum miasta i portu w Tallinie. Stacja była jedyną stacją pierwszej klasy na kolei bałtyckiej.
Budynek stacji oddano do użytku w 1870 r. (architekt Rudolf von Knüpffer), jednak prace budowlane ukończono dopiero wiosną 1871 r.

## Ruch kolejowy
Stacja jest częścią węzła kolejowego w Tallinie. Z dniem 1 stycznia 2014 roku spółka Edelaraudtee AS zaprzestała działalności na liniach kolejowych na terenie Estonii, a wszystkie krajowe linie kolejowe zaczęły być obsługiwane przez firmę Elron (dawniej Elektriraudtee AS) – zarówno pociągami elektrycznymi, jak i spalinowymi. Ze stacji odjeżdżają pociągi krajowe i międzynarodowe.